# Simon Straetker

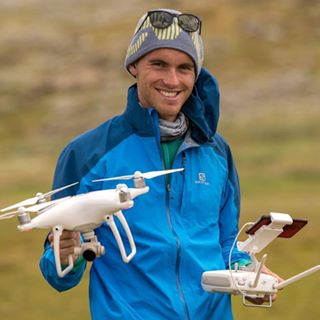
Simon Straetker, 2017

 Simon Straetker (* 13. Dezember 1993 in Löffingen) ist ein deutscher Filmemacher, Fotograf und Umweltaktivist.
Sein Filmprojekt H2Ochschwarzwald erhielt mehrere Preise. Im Januar 2017 wurde Simon Straetker in die Liste der Forbes 30 Under 30 in der Kategorie europäische Kunst aufgenommen.

## Leben
Aufgewachsen ist Simon Straetker in Löffingen im Hochschwarzwald. Von 2004 bis 2010 besuchte er die Realschule Löffingen. Nach dem Realschulabschluss wechselte er 2010 auf das Wirtschaftsgymnasium Donaueschingen, um dort 2013 sein Abitur zu machen. 2008 stieß er auf einen Artikel über den südafrikanischen Abenteurer Mike Horn und sein in dem Jahr impliziertes Young Explorers Program. Nachdem er sich beworben und qualifiziert hatte, war er einer von sieben international ausgewählten Jugendlichen, die Mike Horn auf seiner zweiten Pangaea Expedition nach Neuseeland begleiten durften. Simon Straetker war zu dem Zeitpunkt 14 Jahre alt.
Motiviert von dieser Erfahrung nahm Straetker 2010 am Global Changemaker Projekt des British Council teil. 2011 folgte der Jugendkongress Biodiversität (veranstaltet von der Deutschen Bundesstiftung Umwelt und dem Bundesamt für Naturschutz (BfN)), bei welchem er unter anderem an der Podiumsdiskussion mit Norbert Röttgen teilnahm. 2012 gründete Straetker Pangaea Project Deutschland e.V. und reiste 2013 als Teilnehmer zur Google Zeitgeist Young Minds Veranstaltung nach London sowie zum Ashoka ChangemakerXChange Summit nach Istanbul. 2013 machte Simon Straetker sein Abitur und gründete seine eigene Filmproduktionsfirma. Er bereiste u. a. Serbien, Rumänien und Südafrika, um Kurzfilme zu produzieren.
Im Mai 2014 gründete er zusammen mit dem Fotografen David Lohmüller und Holger Weber FairFilm Productions, ein Kollektiv aus jungen Filmemachern. Zusammen mit FairFilm Productions bereist er die Welt und produziert Kurzfilme.
2017 gründete er zusammen mit Holger Weber und Janis Klinkenberg die Black Forest Collective GmbH. Die Filmagentur aus Freiburg produziert hochwertige Imagefilme für Unternehmen, Stiftungen und Organisationen. Der Schwerpunkt liegt in den Bereichen Natur, Outdoor und Tourismus.

## Fotografie und Film-Karriere
Nach den ersten Begegnungen mit professioneller Fotografie und Film während der Expedition von Mike Horn sowie den folgenden Presseauftritten und Interviews war der Grundstein für Straetker's zukünftige Tätigkeit gelegt.
2012 besuchte er den Jugendmedienworkshop im deutschen Bundestag und 2013 die Hubert Burda Media DLD Konferenz. Noch im gleichen Jahr machte er sich mit einer eigenen Firma "Simon Straetker Productions" als Fotograf und Filmmacher selbstständig. Unter diesem Label hat er einige Filme über Projekte der Young Explorer, die in Gemeinschaft mit Geberit und Mike Horn entstanden sind, produziert.
Sein erfolgreichster Film war das H2Ochschwarzwald Filmprojekt, unterstützt durch Minister Alexander Bonde und MdB Kerstin Andreae. Für diesen Film erhielt er den Bürgerpreis des Deutschen Naturschutzpreises, vergeben durch das Bundesamt für Naturschutz. 2013 wurde er beim Jugendfilmpreis Baden-Württemberg in der Kategorie „Beste Kamera“ ausgezeichnet. Ausschnitte des Kurzfilms waren 2013/2014 deutschlandweit für mehrere Monate auf den Stoerer Infoscreens zu sehen.
Gemeinsam mit der selbstgegründeten Produktionsfirma FairFilm Productions arbeitet Simon Straetker seit 2014 an zahlreichen Kurzfilmen; er wolle damit ein Umdenken auf dieser Welt zu befördern.
2016 produzierte er u. a. für das Umweltministerium Hessen fünf Kurzfilme und einen Langfilm über das Unesco Weltnaturerbe Alte Buchenwälder in Deutschland.
2017 gründete Simon Straetker zusammen mit Janis Klinkenberg und Holger Weber die Black Forest Collective GmbH. Des Weiteren wurde Straetker in die Liste der Forbes 30
under 30 in der Kategorie europäische Kunst aufgenommen. Ebenfalls 2017 begannen die Dreharbeiten für einen Kinodokumentarfilm in Kooperation mit Greenpeace über den
Greenpeace-Fotograf Markus Mauthe. Gedreht wurde u. a. in Äthiopien, Südsudan, Indonesien, Malaysia.
2018 wurde der aus dem Filmprojekt resultierende Dokumentarfilm „An den Rändern der Welt“ zum ersten Mal im Kino ausgestrahlt.
Mit seinem Film „Colombia“ gewann Straetker 2019 den Publikums Award auf dem Peugeot Drone Festival, welches nach dem New York City Drone Festival zu dem größten seiner Art zählt.
Aktuell arbeitet er an seinem nächsten Projekt „Wild Europe“, bei dem Nationalparks in Europa und die Menschen, welche sich für diese einsetzen, in den Mittelpunkt gerückt werden sollen.
Straetker hatte Fernseh- und Presseauftritte u. a. bei Welt am Sonntag, GeoLino, Focus, RTL II, Pro7, Kika Live und Yacht.

## Preise
- 2013: Deutscher Naturschutzpreis, Bürgerpreis[12]
- 2013: Dein Blick Natur Filmwettbewerb, Sonderpreis Wasser
- 2013: Jugendfilmpreis Baden-Württemberg, Beste Kamera
- 2014: Jugendfilmpreis Baden-Württemberg, Media Start-Up
- 2019: Publikums Award, Peugeot Drone Festival